# (5677) Aberdonia
(5677) Aberdonia est un astéroïde de la ceinture principale.

## Description
(5677) Aberdonia ou (5677) Aberdonie est un astéroïde de la ceinture principale. Il fut découvert le 21 septembre 1987 à la station Anderson Mesa par Edward L. G. Bowell. Il présente une orbite caractérisée par un demi-grand axe de 2,84 UA, une excentricité de 0,06 et une inclinaison de 1,5° par rapport à l'écliptique.

## Compléments